# 鈴木心湖
鈴木 心湖（すずき ここ。1993年5月24日 - ）は、日本のAV女優。ユニティプロモーション所属。

## 作品
2013年
- 絶・対・美・少・女【奇跡の原石】方言が可愛すぎる美少女デビュー[1]（9月1日、キャンディ）
- 絶・対・美・少・女 奇跡の純白透明感 華麗なる潮吹き性交（11月1日、キャンディ）
- 絶・対・美・少・女 【奇跡の純白透明感】カメラ目線で感じちゃう◆キュン死にセックス（12月1日、キャンディ）

2014年
- 絶・対・美・少・女 奇跡の純白透明感 はじめての4時間BEST!!（8月1日、キャンディ）